# Lijst van eredoctoraten van de Universiteit Gent
De Universiteit Gent reikte eredoctoraten uit aan onder meer:
- 1919: Woodrow Wilson
- 1925: Pieter Zeeman
- 1935: C.G.N. de Vooys
- 1939: Erwin Schrödinger
- 1956: Koning Boudewijn
- 1977: Dirk Schouten
- 1980: Pieter De Somer
- 1986: Bob Geldof
- 1988: Koning Albert II
- 1990: Douwe Breimer
- 1992: Dirk Frimout
- 1997: David Attenborough
- 1999: Frans van Vught
- 2000: Karel Van Miert
- 2001: Jan Hoet
- 2002: Jacques Rogge
- 2003: Kofi Annan
- 2004: Mark Chase
- 2004: William James Peacock
- 2005: Desmond Tutu
- 2006: Robert Fisk
- 2007: Irene Khan
- 2008: Frank Beke
- 2008: Graça Machel
- 2008: Raoul Servais

- 2010: Guy Verhofstadt, institutioneel eredoctoraat
- 2010: Ai Weiwei
- 2010: Peter Piot
- 2010: Frank De Winne
- 2011: Frank Ankersmit
- 2011: Herman Van Rompuy
- 2011: José Manuel Barroso
- 2012: Paula Sémer, institutioneel eredoctoraat
- 2013: Françoise Tulkens
- 2013: Frank Mugisha, institutioneel eredoctoraat
- 2013: Harvey Friedman, institutioneel eredoctoraat
- 2014: Marc Vidal
- 2014: Gerard Mortier
- 2019: Krista Bracke
- 2021: Iain Stewart[1]
- 2022: Anne-Mie Van Kerckhoven en Paul Van Hoeydonck
- 2022: Helmut Rechberger[2]
- 2022: Patricia J. Williams[3]
- 2022: Uğur Şahin en Özlem Türeci
- 2022: Michèle Lamont
- 2023: Frans Timmermans, institutioneel eredoctoraat
- 2023: Dame Sarah Springman, institutioneel eredoctoraat
- 2024: Ish Ait Hamou, institutioneel eredoctoraat